# 필름 조니
《필름 조니》(A Film Johnnie)는 1914년에 초기 무성영화 때에 제작된 코미디 영화이다. 키스톤 스튜디오에서 제작된 영화로 감독은 조지 니콜스가 맡았다.
이 영화는 찰리 채플린과 로스코에 아버클, 그리고 메이블 노먼드같은 당대 최고의 코미디 스타 배우들이 출연한 영화였다.

## 줄거리
영화 스튜디오에 도착한 스타들과 트램프. 트램프는 스튜디오에 들어가 여러 말썽을 일으키고 어쩌다가 무서운 존재가 되어 스튜디오에 나간다. 그러는 사이 영화를 찍으면서 불을 만들었으나 지나가는 사람이 화재가 일어났다고 생각하여 소방관들을 부르고 다시 가본 트램프는 감독들과 배우들과 같이 물벼락을 흠뻑 맞은다.

## 캐스팅
- 찰리 채플린 - 트램프 (혹은 필름 조니)
- 로스코에 아버클 - 남자
- 메이블 노먼드 - 메이블
- 버지니아 키틀리 - 스튜디오의 여자
- 포드 스테링 - 남자

## 같이 보기
- 찰리 채플린의 영화 목록